# Martin Kocher
Pour les articles homonymes, voir Kocher.
Martin Georg Kocher, né le 13 septembre 1973 à Salzbourg, est un économiste, universitaire et homme politique autrichien.
De 2021 à 2025, il est ministre fédéral du Travail, de la Jeunesse et de la Famille d'Autriche, à la suite de la démission de Christine Aschbacher.